# Thiago Santos (piłkarz)
Thiago dos Santos (ur. 5 września 1989 w Kurytybie) – brazylijski piłkarz występujący na pozycji defensywnego pomocnika, od 2023 roku zawodnik Fluminense.